# SATA Internacional
SATA Internacional er et flyselskab med hovedsæde i Ponta Delgada på den portugisiske øgruppe Azorerne.

## Historie
Selskabet blev etableret i 1990 under navnet OceanAir. I 1994 blev flyselskabet SATA Air Açores hovedaktionær i selskabet, og senere overtog Air Açores hele ejerskabet af OceanAir. 19. marts 1998 skiftede selskabet navn til det nuværende, SATA Internacional. 17. juni samme år fik selskabet tilladelse til af flyve som et selvstændigt selskab.
Flyselskabet er 100% ejet af SATA Air Açores. Efter en offentligt udbudsrunde i 1998, fik SATA Internacional kontrakt og økonomisk støtte på ruterne fra Ponta Delgada til Lissabon, Madeira og Porto.

## Destinationer
SATA Internacional flyver på over 20 destinationer, hvoraf ti af ruterne går fra portugisiske lufthavne. Fra landets største lufthavn, Lissabon-Portela Lufthavn i hovedstaden Lissabon, flyver selskabet flere ruter til forskellige øer i Atlanterhavet. Fra João Paulo II Airport ved selskabets hovedsæde i Ponta Delgada på øen São Miguel, samt fra hovedlufthavnen på Madeira, Madeira Lufthavn, flyver SATA til flere europæiske lufthavne som Amsterdam Schiphol Airport, Flughafen Frankfurt Main og Manchester Airport. Selskabet har i en længere periode haft en rute fra Funchal til Københavns Lufthavn, og fra januar 2012 kommer der én ugentligt forbindelse til Billund Lufthavn fra samme lufthavn.
Fra Faro Lufthavn har SATA en oversøisk rute til Toronto Pearson International Airport i Toronto.

## Flyflåde
SATA Internacionals flyflåde består af otte fly fra flyproducenten Airbus. Fire eksemplarer af Airbus A310-300 med plads til 222 passagerer og fire Airbus A320-200 der kan transportere 161 passagerer.